# Kråktjärnen (Anundsjö socken, Ångermanland)
Kråktjärnen är en sjö i Örnsköldsviks kommun i Ångermanland och ingår i Moälvens huvudavrinningsområde.